# Naučná stezka Kukyho les
Naučná stezka Kukyho les je krátká okružní naučná stezka v obci Březiny v okrese Svitavy v Pardubickém kraji. Geograficky se nachází v pohoří Žďárské vrchy, které je součástí Hornosvratecké vrchoviny.

## Popis, význam a historie vzniku stezky
Okruh naučná stezky Kukyho les je značen modrou barvou a má délku 500 m. Stezka má osm zastavení s informačními panely. Začátek je u penzionu Na Bělisku a vede k lípě se studánkou, multifunkčnímu hřišti, podél lesa, dále lesem až k řece Svratce a nakonec po louce zpět k penzionu. Stezka je vhodná pro děti. Stezka má také souvislost s českým dětským filmem Kuky se vrací, který natočil režisér Jan Svěrák v roce 2010 a postavičky z tohoto filmu jsou použity na informačních panelech.

## Informační panely na stezce
- Zastavení 1 – „Interaktivní mapa“, interakticní deskové bludiště pro děti, start stezky.
- Zastavení 2 – „Vodní hrátky“, studánka, pumpa, dřevěné korýtka, vodní mlýnky, bahniště a brouzdaliště.
- Zastavení 3 – „Hrátky s vrbovými proutky“, návod a tvorba jak uplést velikonoční pomlázku.
- Zastavení 4 – „Skládka“, hravá výuka o odpadu, jeho rozkladu a hra Kuličkáda.
- Zastavení 5 – „Co je k jídlu“, hádanky s kukátky.
- Zastavení 6 – „Hergotův dům“, lesní dřevěný domek/vyhlídka pro děti a zvířecí stopy.
- Zastavení 7 – „Tref si svého záškodníka“, Hergotmobil a trefování šiškami.
- Zastavení 8 – „Domácí zvířátka“, s mobilem se čtečkou na QR kódy lze poslouchat zvuky zvířat.

U každého zastavení má být razítko.

## Další informace
Stezka je celoročně volně přístupná a na jejím začátku se také nachází parkoviště. V Březinách je také Literární naučná stezka Březiny.

## Galerie

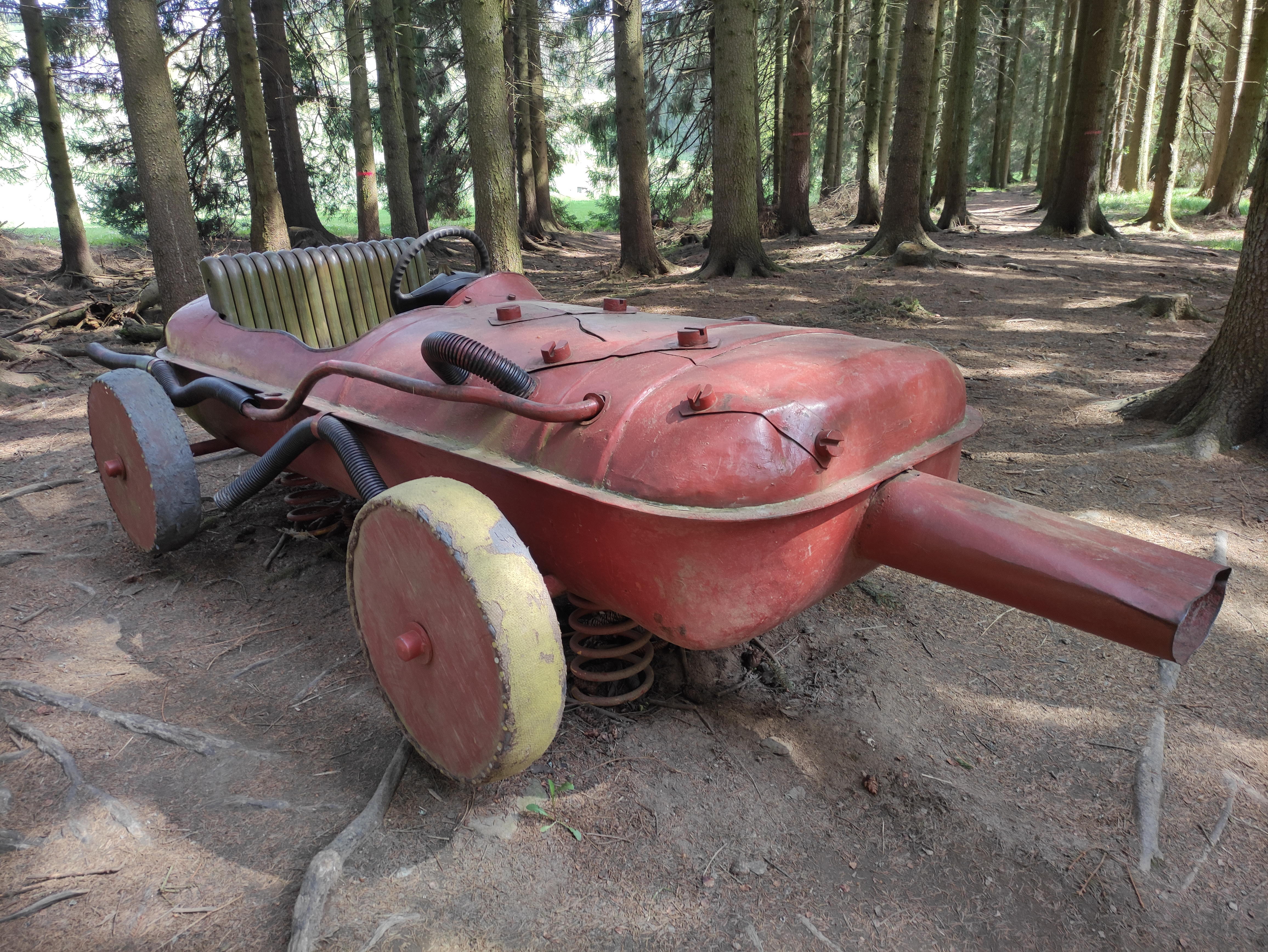
Hergotmobil
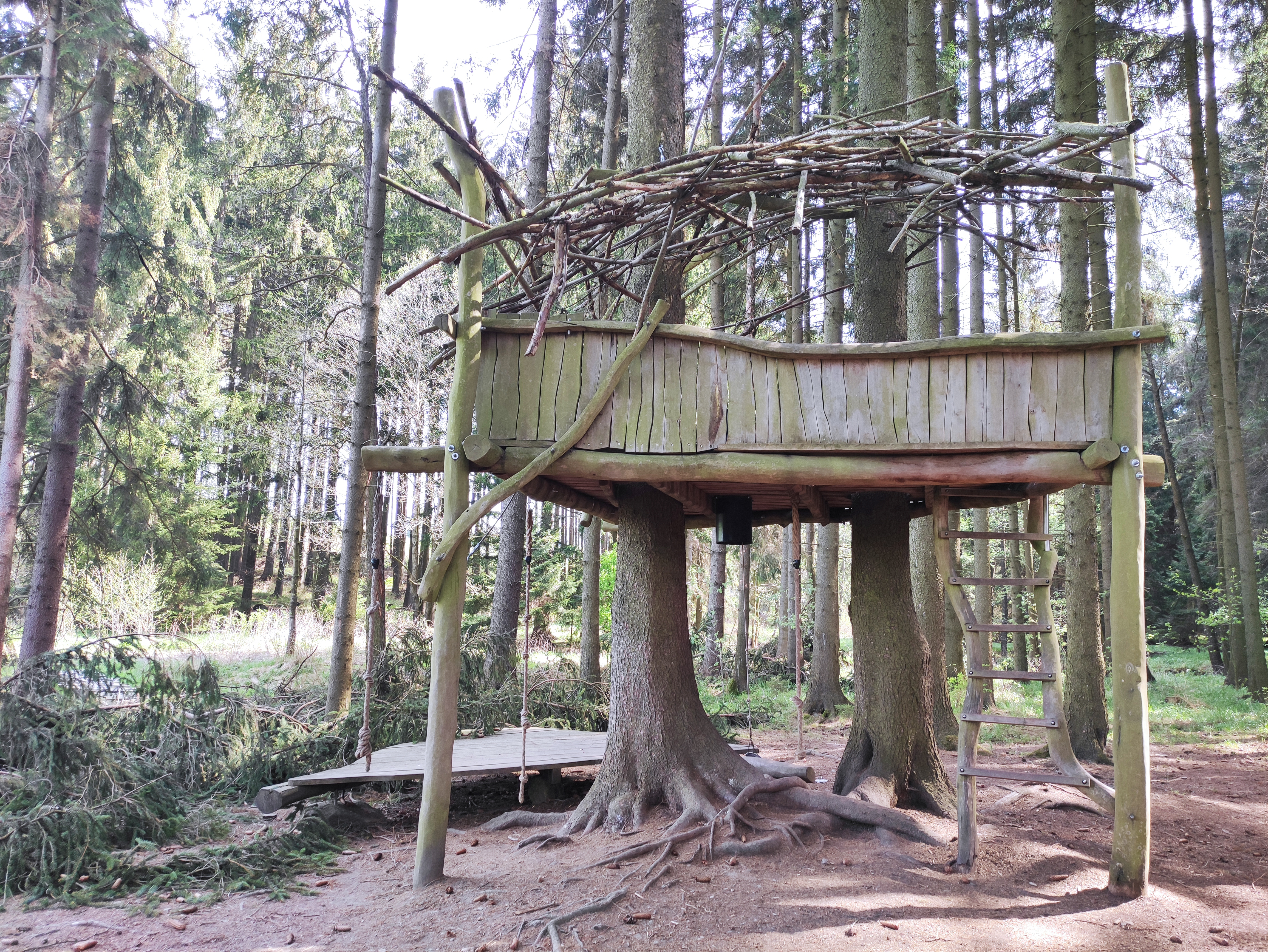
Hergotův dům
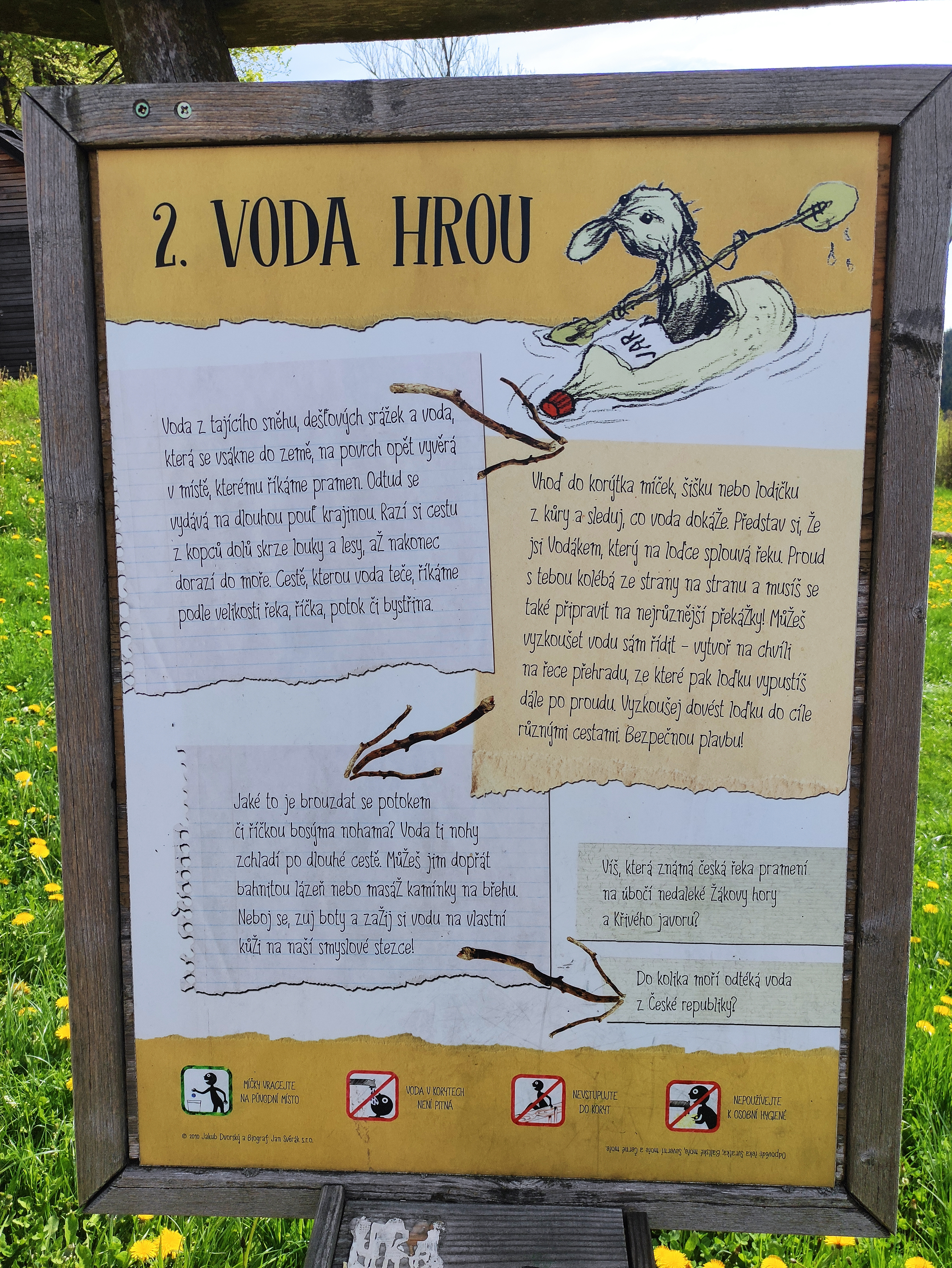
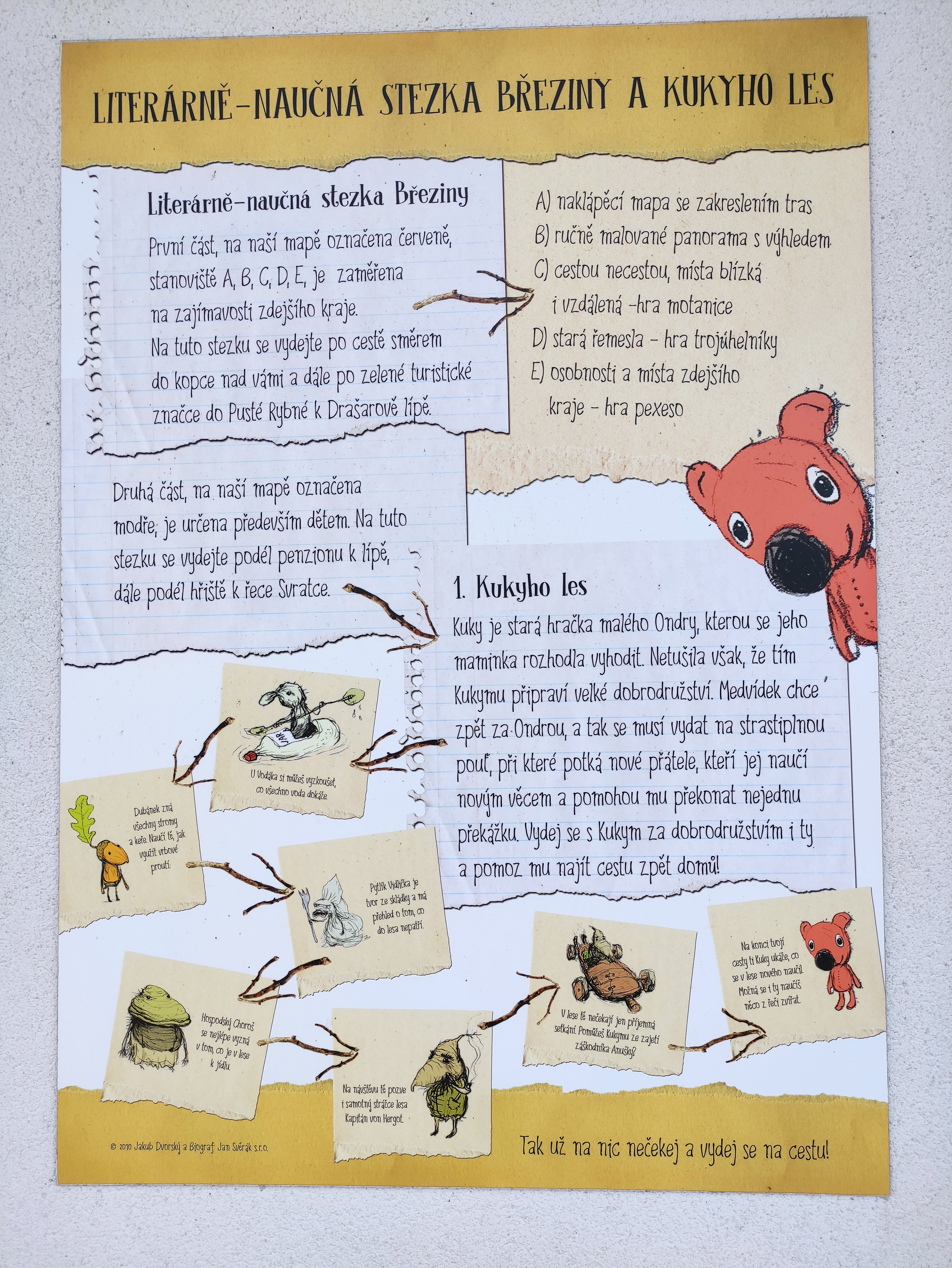
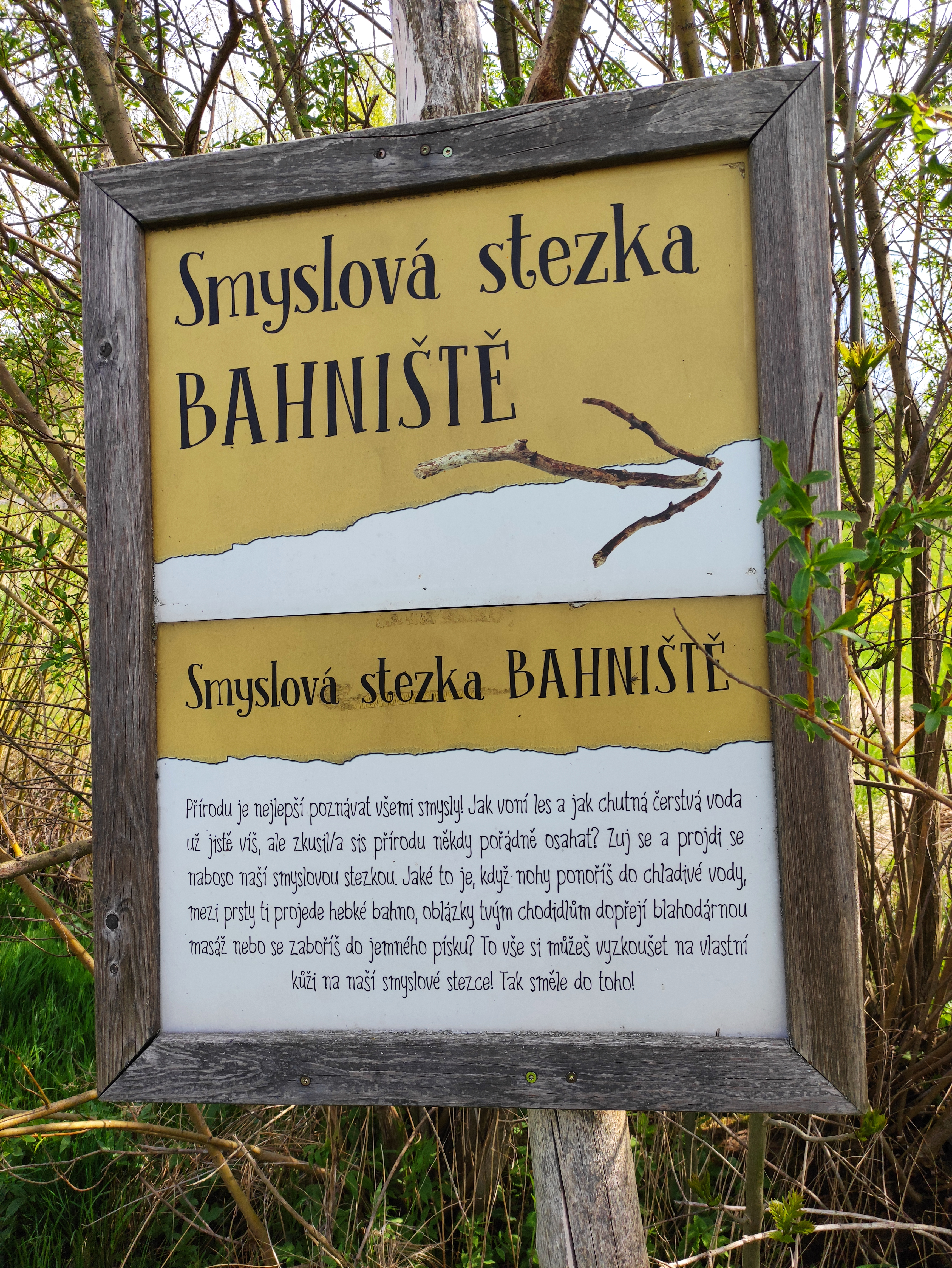
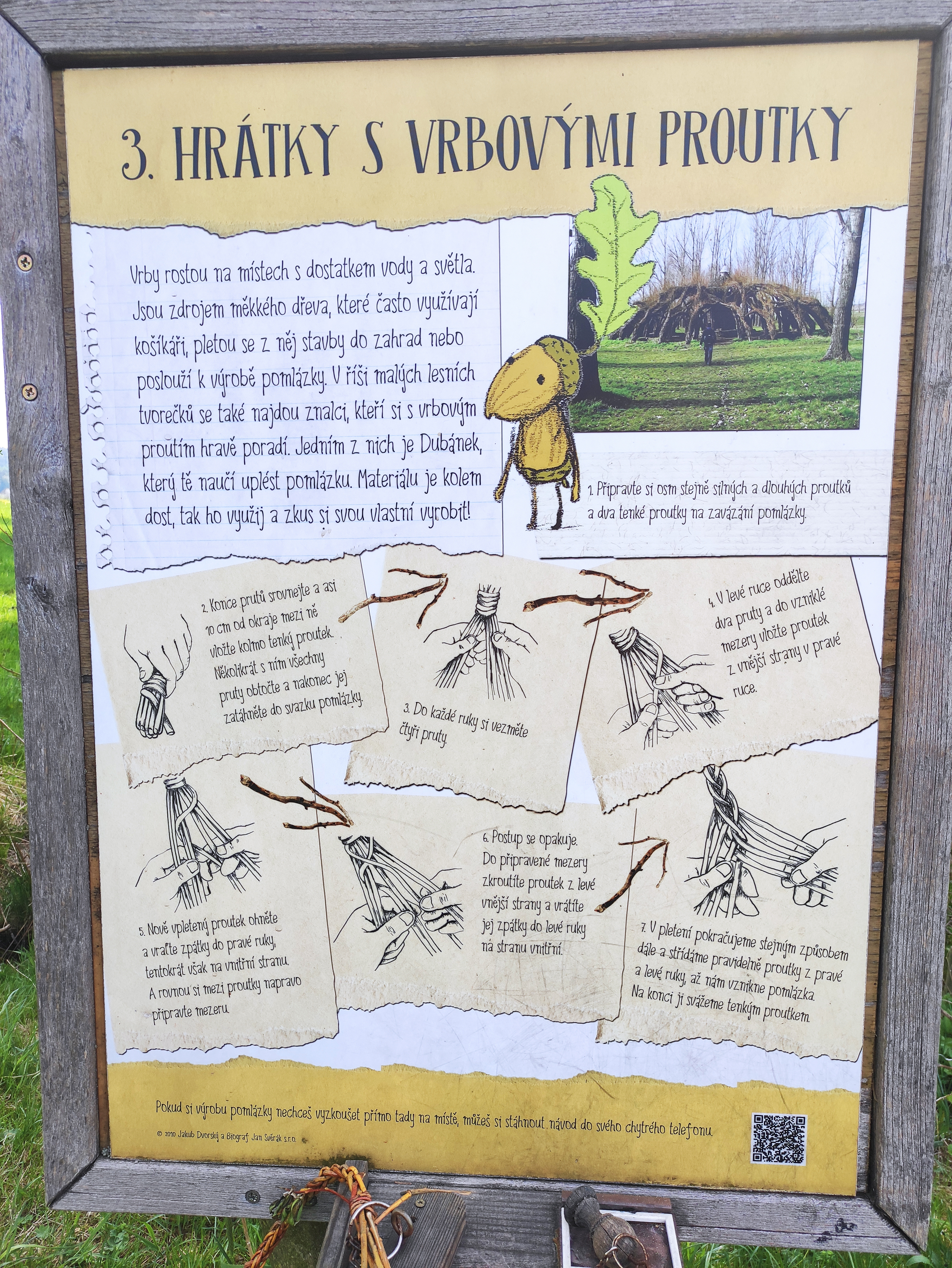
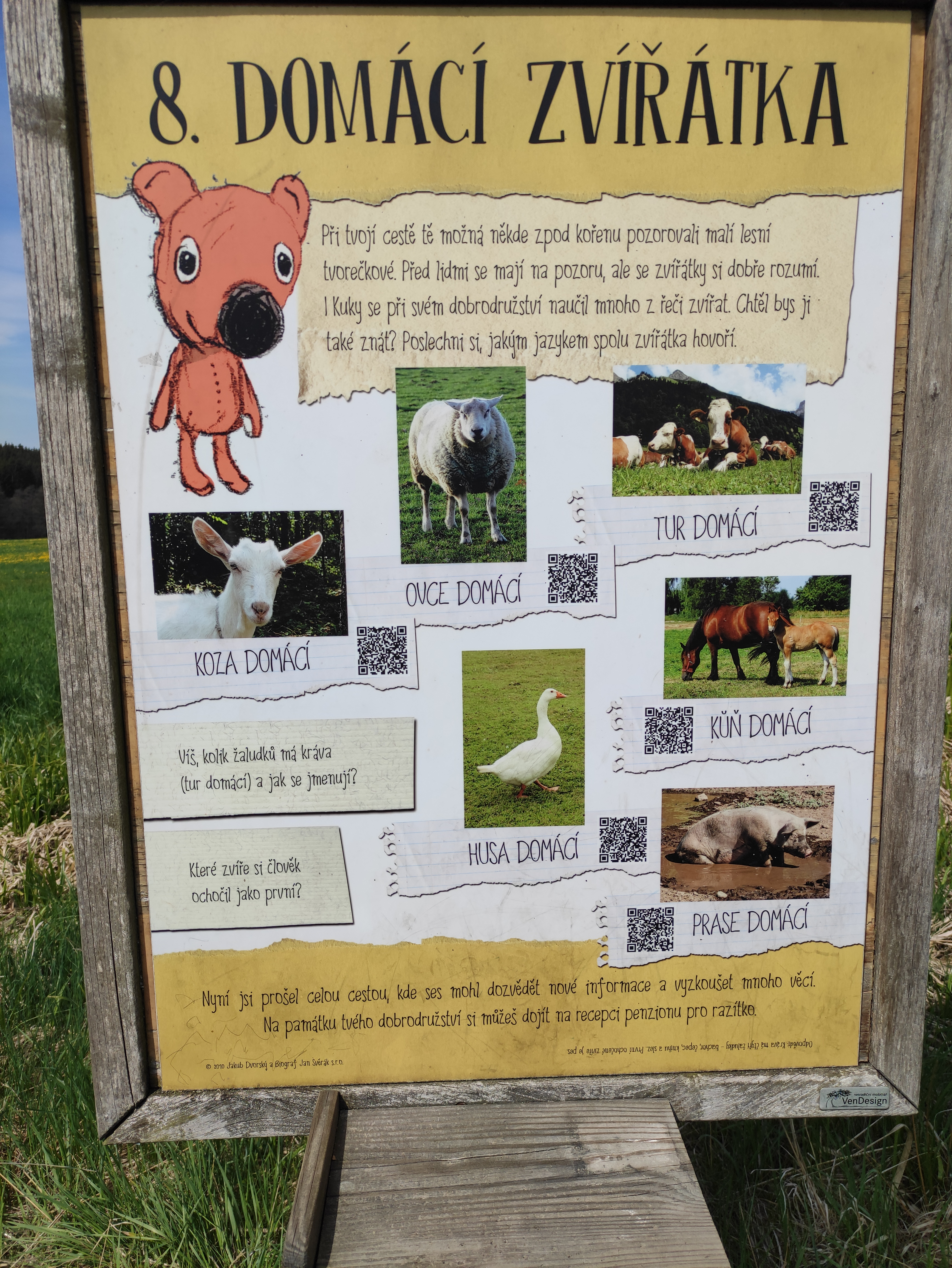